# IFA Wartburg
IFA Wartburg war eine schwedische Zwei-Mann-Popgruppe, bestehend aus Heinz Klinger und Rolf Kempinski, mit bürgerlichen Namen Nils Lundwall und Magnus Michaeli. Sie war nach der Automarke Wartburg des Herstellers Industrieverband Fahrzeugbau (IFA) in der DDR benannt.
Die Musik der Gruppe vereinte Schlager-, Swing- und Jazzeinflüsse. Die Texte bedienten sich eines als typisch empfundenen DDR-Vokabulars, sind in ihrer Aussage aber meist unpolitisch bis verspielt-sinnlos. Typische Titel sind FDJ (Freie Deutsche Jugend), Frau Gorbatschowa tanzt Bossanova, Es ist nicht so schlimm auf der Insel Krim, oder Agrarwissenschaft im Dienste des Sozialismus. Die Liedtexte sind in deutscher Sprache verfasst.
1998 veröffentlichten IFA Wartburg ihre einzige CD mit dem Titel Im Dienste des Sozialismus. Auf die Veröffentlichung des Albums folgte eine Tour durch Deutschland und die Schweiz, bei der sie von einer Big-Band aus schwedischen Musikstudenten begleitet wurden. Neben der CD erfolgte eine Veröffentlichung auch als Picture Disc mit einem Porträt von Erich Honecker und Königin Silvia von Schweden.
Im Jahr 1999 löste sich die Band auf.